# إيرل روجرز
إيرل روجرز (بالإنجليزية: Earl Rogers)‏ هو محامي أمريكي، ولد في 18 نوفمبر 1869 في بوفالو في الولايات المتحدة، وتوفي في 22 فبراير 1922 في لوس أنجلوس في الولايات المتحدة.